# C5orf15
C5orf15 (англ. Chromosome 5 open reading frame 15) – білок, який кодується однойменним геном, розташованим у людей на 5-й хромосомі. Довжина поліпептидного ланцюга білка становить 265 амінокислот, а молекулярна маса — 29 235.
| 10         |  | 20         |  | 30         |  | 40         |  | 50         |
| ---------- |  | ---------- |  | ---------- |  | ---------- |  | ---------- |
| MAAAVPKRMR |  | GPAQAKLLPG |  | SAIQALVGLA |  | RPLVLALLLV |  | SAALSSVVSR |
| TDSPSPTVLN |  | SHISTPNVNA |  | LTHENQTKPS |  | ISQISTTLPP |  | TTSTKKSGGA |
| SVVPHPSPTP |  | LSQEEADNNE |  | DPSIEEEDLL |  | MLNSSPSTAK |  | DTLDNGDYGE |
| PDYDWTTGPR |  | DDDESDDTLE |  | ENRGYMEIEQ |  | SVKSFKMPSS |  | NIEEEDSHFF |
| FHLIIFAFCI |  | AVVYITYHNK |  | RKIFLLVQSR |  | KWRDGLCSKT |  | VEYHRLDQNV |
| NEAMPSLKIT |  | NDYIF      |  |            |  |            |  |            |

A: Аланін

C: Цистеїн

D: Аспарагінова кислота

E: Глутамінова кислота

F: Фенілаланін

G: Гліцин

H: Гістидин

I: Ізолейцин

K: Лізин

L: Лейцин

M: Метіонін

N: Аспарагін

P: Пролін

Q: Глутамін

R: Аргінін

S: Серин

T: Треонін

V: Валін

W: Триптофан

Кодований геном білок за функцією належить до фосфопротеїнів. 
Локалізований у мембрані.